# Devil & Love Song
Devil & Love Song (悪魔とラブソング?, Akuma to lovesong, lett. "Il diavolo e la canzone d'amore"), è un manga shōjo scritto e disegnato da Miyoshi Tōmori, pubblicato dalla Shūeisha su Margaret dal 2006 – subito dopo la conclusione di Primo amore – al 2011; in Italia, l'opera è stata edita dalla Flashbook tra il 2011 e il 2012, con cadenza mensile.

## Trama
Maria Kawai è una ragazza apparentemente superficiale e altezzosa, ma in realtà ha il dono di saper scrutare attentamente l'animo umano.Trasferitasi in un liceo pubblico dalla prestigiosa scuola cattolica Katria, suscita immediatamente l'antipatia di compagni e professori per il suo modo di porsi senza peli sulla lingua, e viene presa di mira dai compagni con veri e propri atti di bullismo. un giorno Yusuke kanda, simpatico e apparentemente amico di tutti, e Shin Meguro, serio e un po' emarginato, la sentono cantare e meravigliati dalla sua voce iniziano ad avvicinarsi a lei.

## Personaggi
Maria Kawai
La protagonista della serie, è una ragazza incredibilmente dotata nel canto, nasconde un animo molto sensibile.Nata da un abuso di un soldato sulla madre, ha alcuni ricordi a causa dello shock causato dal suicidio della madre. Nel corso della storia si innamorerà di Meguro.
Yusuke Kanda
Compagno di classe di Maria, di cui si innamora. È molto amico di Shin, al punto di affibbiargli il soprannome Megu. Nel corso della storia si avvicina a Maria diventando il suo migliore amico, nonostante lui le abbia dichiarato il suo amore.
Shin Meguro
Ragazzo scontroso e apparentemente freddo, è figlio di un musicista famoso, e a causa di questo Complesso di Edipo ha il timore di esibirsi in pubblico con il pianoforte. Si innamora di Maria ma viene costretto dalle circostanze a reprimere i suoi sentimenti e a respingerla. È il migliore amico di Yusuke.
Kuroso
Compare nell'ottavo volume. È un kohai che si innamora di Maria.Molto diverso dagli altri ragazzi, Kuroso è forse il più vicino a Maria caratterialmente. Si dimostra freddo verso gli altri, solo con lei inizia a mostrare il suo lato amichevole. È fissato con l'Eros, tanto da risultare un po' "pervertito". Per questo motivo viene soprannominato Erosu.
Tomoyo
Soprannominata Nippachi, è una ragazza timida un po' presa in giro dai compagni. Inizialmente scontrosa con Maria, fa amicizia con lei. Nasconde il suo interesse per le cose dark, ma da quando conosce Maria decide di mostrare la vera se stessa.
Anna
Migliore amica di Maria ai tempi del Katria. Diventa muta a causa della malattia e invidia Maria perché può cantare.

## Manga

### Volumi
Nell'edizione italiana, ciascun capitolo è definito con il termine inglese song.
| 1  | 25 luglio 2007                                           | ISBN 978-40-88-46193-9 | 8 ottobre 2011   | ISBN 978-88-61-69269-5 |
| 1  | Capitoli - Capitoli 1-6                                  |                        |                  |                        |
| 2  | 25 ottobre 2007                                          | ISBN 978-40-88-46221-9 | 31 ottobre 2011  | ISBN 978-88-61-69275-6 |
| 2  | Capitoli - Capitoli 7-13                                 |                        |                  |                        |
| 3  | 25 febbraio 2008                                         | ISBN 978-40-88-46263-9 | 30 novembre 2011 | ISBN 978-88-61-69276-3 |
| 3  | Capitoli - Capitoli 14-20                                |                        |                  |                        |
| 4  | 23 maggio 2008                                           | ISBN 978-40-88-46294-3 | 31 dicembre 2011 | ISBN 978-88-61-69286-2 |
| 4  | Capitoli - Capitoli 21-26                                |                        |                  |                        |
| 5  | 25 settembre 2008                                        | ISBN 978-40-88-46333-9 | 21 gennaio 2012  | ISBN 978-88-61-69287-9 |
| 5  | Capitoli - Capitoli 27-33                                |                        |                  |                        |
| 6  | 25 febbraio 2009                                         | ISBN 978-40-88-46382-7 | 18 febbraio 2012 | ISBN 978-88-61-69288-6 |
| 6  | Capitoli - Capitoli 34-40                                |                        |                  |                        |
| 7  | 25 giugno 2009                                           | ISBN 978-40-88-46417-6 | 24 marzo 2012    | ISBN 978-88-61-69289-3 |
| 7  | Capitoli - Capitoli 41-47                                |                        |                  |                        |
| 8  | 23 ottobre 2009                                          | ISBN 978-40-88-46452-7 | 21 aprile 2012   | ISBN 978-88-61-69307-4 |
| 8  | Capitoli - Capitoli 48-54                                |                        |                  |                        |
| 9  | 25 febbraio 2010                                         | ISBN 978-40-88-46493-0 | 19 maggio 2012   | ISBN 978-88-61-69312-8 |
| 9  | Capitoli - Capitoli 55-61 - Capitolo speciale. Erosu-kun |                        |                  |                        |
| 10 | 25 giugno 2010                                           | ISBN 978-40-88-46534-0 | 7 luglio 2012    | ISBN 978-88-61-69313-5 |
| 10 | Capitoli - Capitoli 62-68                                |                        |                  |                        |
| 11 | 25 ottobre 2010                                          | ISBN 978-40-88-46578-4 | 30 luglio 2012   | ISBN 978-88-61-69314-2 |
| 11 | Capitoli - Capitoli 69-76                                |                        |                  |                        |
| 12 | 25 gennaio 2011                                          | ISBN 978-40-88-46611-8 | 8 settembre 2012 | ISBN 978-88-61-69330-2 |
| 12 | Capitoli - Capitoli 77-83                                |                        |                  |                        |
| 13 | 25 maggio 2011                                           | ISBN 978-40-88-46652-1 | 6 ottobre 2012   | ISBN 978-88-61-69336-4 |
| 13 | Capitoli - Capitoli 84-91                                |                        |                  |                        |